# Зетска епархия
Зетската епархия е една от първите сръбски епархии на Жичката (сръбска) архиепископия, основана от св. Сава Сръбски през 1219 г. в Жича. Поради историческото си значение, с издигането на печката архиепископия в патриаршия на 16 април 1346 г. в Скопие, тя получава статут на митрополия. Заедно със съседната си хумска епархия е една от двете поморски сръбски епархии в които се формира книжовната норма на сръбски език през средновековието с Мирославовото евангелие. Освен това територията на Зета предходно е домейн на Войславлевичи, а и Стефан Неманя е роден в Рибница, днес част от Подгорица.
През XI и XII век, след Великата схизма, Римокатолическата църква укрепва в зетската и хумската области и православието постепенно губи старите си позиции от времето на Дукля. Това положение продължава до началото на XIII век, когато първият сръбски архиепископ Свети Сава решава да създаде две нови сръбски православни епархии в крайбрежните райони, които предходно във времето приспадали към православните епископии на митрополиите на Дуръс (Дукля), Бар, Скадар, Дриваст, Пилот. Така възниква редом с Хумската и новата Зетска епископия.
Диоцезът на епархията обхващал стара Зета или Дукля с бреговата ивица от Котор до Лежа, а във вътрешността – региона Морача, както и целия регион около Шкодра в днешна Северна Албания. От основаването си до втората половина на XIV век тази епархия е принадлежала на държавата (кралството) на Неманичите.
След изигането на печката архиепископия в патриаршия на 16 април 1346 г., Зетската епархия е преобразувана в митрополия. Не е известно дали това е било само почетна титла, или като Скопската митрополия е имала подчинен епископ. Много е вероятно викарен епископ на зетските митрополити вече да е бил назначен в Скадарския край или в самата Зета, както е известно, че е било през втората половина на XV век. В края на XIV и началото на XV век, старото седалище на Зетската епархия в Превлака е в руини, а зетските митрополити резидират в Богородица Краинска. От исторически сведения става ясно, че в Будва през 1441 г. е живял един от тогавашните зетски митрополити, който бил и управител на сръбския деспот Георги Бранкович в този град. Известно е и, че през 1456 г. зетският митрополит бил и феодал в крайбрежната енория Лущица.
През XV век митрополитите на Зета се споменават да резидират по-често в Скадарския край, а именно във Вранина и в Обод по Река Църноевича, където те имали свои викарни епископи до 1485 г. След тази година те се установяват окончателно в Цетинския манастир, и оттогава епархията на Зета се нарича епархия на Цетине или Цетинска епархия – по името на новото ѝ седалище в Цетине, от която произлиза и днешната Черногорско-Приморска митрополия в Черна гора на СПЦ, като предстоятеля ѝ носи титула архиепископ цетински, митрополит черногорско-приморски, зетско-бърдски и скендерски.